# Proto (tipografia)
Il proto, nel lavoro tipografico, indica il capo operaio che distribuisce le copie modello utilizzate poi dal compositore e che sorveglia l'esecuzione dei lavori.
Il termine deriva dal greco πρῶτος ("primo") ed entrò in uso nelle stamperie, dove si iniziò con lo stampare libri greci.
La copia modello preparata dal proto può essere un manoscritto o un libro già stampato.
Nel primo caso il proto deve calcolare in quante sezioni deve essere suddiviso il manoscritto per prevedere i caratteri necessari a ogni singola pagina tipografica. Questo lavoro serve a ottimizzare i tempi di lavoro in quanto saper dividere il testo consente di affidare le forme tipografiche a diversi compositori. Una volta finita la forma di stampa e una volta impressa si recuperano i caratteri e si prepara la forma successiva.
Nel secondo caso se la copia modello è un libro già stampato il lavoro si semplifica in quanto il libro è già stato suddiviso precedentemente e non occorre altro che ripetere la procedura.